# Гукович Валерія Олександрівна
Валерія Олександрівна Гукович (5 лютого 1925, Черкаси — 17 грудня 2013, Київ) — українська лікарка-оториноларинголог, ЛОР-хірург. Доктор медичних наук (1967), професор (1977). Однією з перших в СРСР здійснила мікрохірургічні втручання при отосклерозі у середньому вусі, розробила інструменти для операцій у хворих на отосклероз, вдосконалила діагностику кохлеарної форми отосклерозу.
Протягом 40 років — наукова співробітниця Київського науково-дослідного інституту отоларингології (1961—2001), з яких 35 років — завідувачка відділення слуховідновлювальної хірургії. Авторка понад 250 наукових робіт, учениця професора Олексія Коломійченка. Провела понад 6 тисяч операцій із відновлення слуху.

## Життєпис
Народилась 5 лютого 1925 року в Черкасах в родині лікарів. З 1930 по 1941 роки жила з родиною в Севастополі.
З початком німецько-радянської війни родина була евакуйована в Сочі, де Валерія Гукович закінчила середню школу. Протягом року навчалась в Ленінградському електротехнічному інституті зв'язку імені професора М. О. Бонч-Бруєвича, евакуйованому тоді до Тбілісі, але після деокупації Криму повернулась до Севастополя. Навчалась у Кримському медичному інституті, на 3-4 курсах була сталінською стипендіаткою.
Майже закінчивши інститут, за сімейними обставинами на останньому курсі перевелась до 1-го Московського медичного інституту, який закінчила у 1949 році з відзнакою. Відтоді працювала оториноларингологом у Мінську та Ялті.
З 1952 року жила в Києві, працювала спочатку клінічним ординатором кафедри оториноларингології Київського державного інституту удосконалення лікарів. Учениця завідувача цієї кафедри, професора Олексія Коломійченка.
З 1961 року — завідувачка відділення слуховідновлювальної хірургії новоствореного Київського науково-дослідного інституту отоларингології під керівництвом Олексія Коломійченка, співфундаторка цього інституту. У тому ж році здобула науковий ступінь кандидата медичних наук, захистивши дисертацію на тему «Операция непрямой мобилизации стремени при отосклерозе».

Могила Валерії Гукович та Володимира Кошлякова, Байкове кладовище

У 1967 році здобула науковий ступінь доктора медичних наук, захистивши дисертацію на тему «Хирургическое лечение тугоухости у больных облитерирующим отосклерозом». У 1977 році затверджена у вченому званні професора.
У 1995 році залишила посаду завідувачки відділення слуховідновлювальної хірургії, продовжила роботу в інституті, як головна наукова співробітниця. У 2001 році вийшла на заслужений відпочинок. Померла на 89-му році життя 17 грудня 2013 року. Похована разом із чоловіком на Байковому кладовищі (ділянка № 33, 50°25′8.86″ пн. ш. 30°30′9.97″ сх. д. / 50.4191278° пн. ш. 30.5027694° сх. д.).

### Родина
Належала до історичного українського роду Грушевських — бабуся Валерії Гукович, Євдокія Грушевська (Гукович), була двоюрідною сестрою Михайла Грушевського. Про це професор Гукович не розповсюджувалась в радянські часи через небезпечність таких родинних зв'язків. Детально генеалогічне дерево Грушевських-Гуковичів описано в книзі науковців Музею історії Києва та Історико-меморіального музею Михайла Грушевського «Я був їх старший син (рід Михайла Грушевського)» (видавництво «Кий», 2006 рік).
- Мати — вчитель хімії, лікарка-кардіолог Олена Кугій (Гукович; 1900—1979).
- Батько — хірург, кардіолог Олександр Гукович (1900—1996).
- Перший чоловік — оперний співак Анатолій Охрімович (1913—1986?).
  - Син — лікар-педіатр спортивної медицини Сергій Охрімович (1949—2005).
- Другий чоловік — механік-аналітик, прикладний математик, доктор фізико-математичних наук Володимир Кошляков (1922—2009)[3].

## Наукова діяльність, інтереси
Авторка понад 250 наукових робіт. Підготувала понад 300 спеціалістів з мікрохірургії вуха, серед яких, зокрема, доктор медичних наук Ніна Міщанчук. Наукова керівниця та консультантка близько 15 докторів та кандидатів наук. Входила до складу редакційної колегії «Журналу вушних, носових і горлових хвороб».
Працюючи з Олексієм Коломійченком на кафедрі оториноларингології Київського державного інституту удосконалення лікарів, завдяки володінню англійською мовою на високому рівні, переклала наукові роботи американського професора Семюела Розена про хірургічні втручання при отосклерозі, зробила поетапні малюнки операцій, впроваджених ним. Спільно з професором Коломійченком розробила інструменти для таких операцій, за що була нагороджена срібною медаллю ВДНГ. Завдяки, зокрема, напрацюванням Розена, наприкінці 1950-х років однією з перших в СРСР здійснила мікрохірургічні втручання при отосклерозі у середньому вусі.
У своїй докторській дисертації 1967 року довела, що молодих хворих на облітеруючу форму отосклерозу можливо вилікувати, чим спростувала зворотні твердження того часу. Керуючи відділенням слуховідновлювальної хірургії, вдосконалила діагностику кохлеарної форми отосклерозу, провела понад 6 тисяч операцій із відновлення слуху. З 1979 року до закінчення наукової діяльності займалась науковим керівництвом слуховідновлювального центру при Інституті отоларингології.
Володіла англійською та німецькою мовами на високому рівні, мала гарний музичний слух та голос. Була наділена талантом живопису, входила до складу Київського товариства художників-аматорів «Творчість».

## Науковий доробок (частковий)
- Операция непрямой мобилизации стремени при отосклерозе: диссертация на соискание ученой степени кандидата медицинских наук / Киевский ордена Трудового Красного Знамени мед. ин-т им. акад. А. А. Богомольца. — Киев: [б. и.], 1961.
- Инструктивно-методическое письмо по лечению больных перенесших операцию мобилизации стремени / М-во здравоохранения УССР. Науч.-исслед. ин-т отоларингологии. — Киев: [б. и.], 1961. — 13 с.
- Операции на стремени при отосклерозе / А. И. Коломийченко, А. В. Гукович, Е. М. Харшак, И. А. Яшан ; Под общ. ред. А. И. Коломийченко. — Киев: Госмедиздат УССР, 1962. — 282 с. : ил.
- Инструктивно-методическое письмо по применению операции стапедопластики при отосклерозе / М-во здравоохранения УССР. Киевский науч.-исслед. ин-т отоларингологии ; сост. канд. мед. наук В. А. Гукович. — Киев: [б. и.], 1965. — 16 с.
- Хирургическое лечение тугоухости у больных облитерирующим отосклерозом: диссертация на соискание ученой степени доктора медицинских наук / Львовский гос. мед. ин-т. — Киев: [б. и.], 1966.
- Применение стапедопластики у больных облитерирующим отосклерозом с вторичным поражением улитки: Инструктивно-метод. письмо / М-во здравоохранения УССР. Киевский науч.-исслед. ин-т отоларингологии ; Сост. канд. мед. наук В. А. Гукович. — Киев: [б. и.], 1967. — 12 с.
- Врачебно-трудовая экспертиза и реабилитация при патологии ЛОР-органов: [Справ. пособие]. — Киев: Здоров'я, 1979. — 150 с.
- К 80-летию профессора Л. А. Зарицкого // Журн. ушных, носовых и горловых болезней. 1981. № 6
- Справочник по оториноларингологии / А. И. Цыганов, В. А. Гукович, Г. Э. Тимен. — Киев: Здоров'я, 1986. — 150,[2] с.
- Этиология двусторонней нейросенсорной тугоухости и глухоты у детей раннего возраста / В. А. Гукович // Журнал ушных, носовых и горловых болезней. — 1986. — № 5. — С. 1—8.
- Гукович В. А., Веремеенко К. Н., Волохонская Л. И., Авраменко Л. В. Биохимическое обоснование и эффективность лечения препаратами стрептокиназы больных острым кохлеарным невритом сосудистой этиологии // Журн. ушных, носовых и горловых болезней. — 1988. — № 6. — С. 6—14.

## Нагороди
- 1962 — срібна медаль ВДНГ — «за розробку інструментів для операцій у хворих на отосклероз»
- 1988 — диплом та золота медаль Всесоюзної виставки художників-аматорів[3]
- 2008 — довічна державна стипендія Президента України[6]